# Parka N-3B

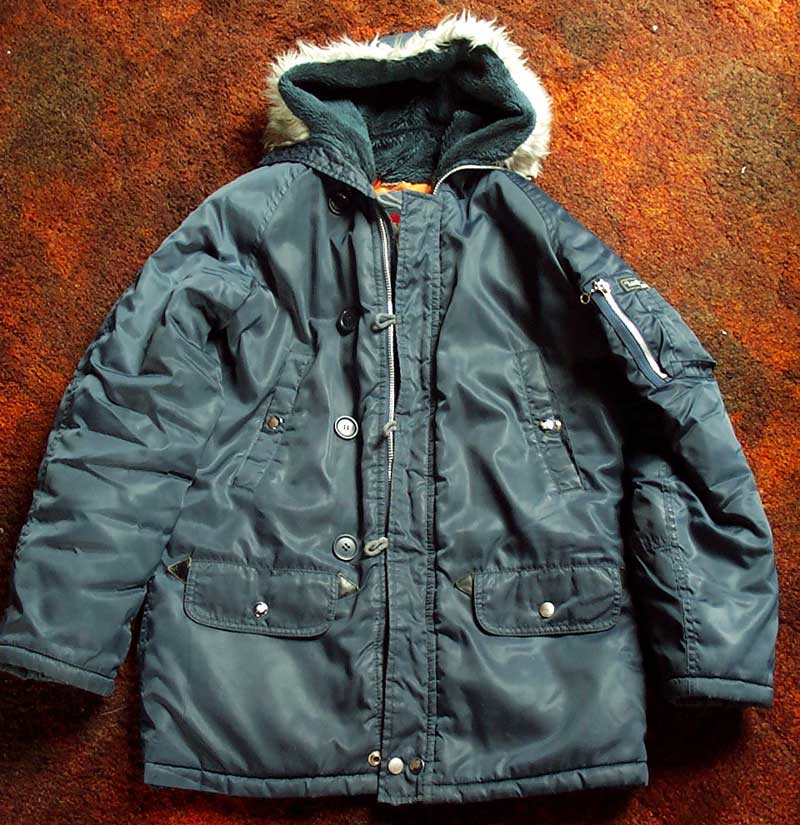
Cywilna kurtka wzorowana na parce N-3B

Parka N-3B (popularnie Alaska lub Snorkel Parka) – ocieplana parka przeznaczona dla załóg bombowców strategicznych USAF, będąca dłuższą wersją kurtki N-2B.
Parka N-3B została oficjalnie wprowadzona 1958 roku. Była to ocieplana wełną parka, z warstwą zewnętrzną wykonaną z nylonu w kolorze Sage Green. Dzięki zastosowaniu nylonu warstwa zewnętrzna nie chłonęła wody. Parka posiadała zintegrowany kaptur obszyty futrem. W późniejszym okresie zamiast futra naturalnego zaczęto stosować futro syntetyczne. Zapięcie parki stanowił mosiężny zamek błyskawiczny kryty listwą zapinaną za pomocą guzików i pętelek. Na klatce piersiowej umieszczono obszerne kieszenie zapinane na napy. Kieszenie te były w stanie pomieścić 2 magazynki 30 nabojowe do karabinku M16. Poniżej umieszczono kolejne dwie kieszenie.
Wraz z parką N-3B zazwyczaj noszone były spodnie F1B.